# Emder Heringsfischerei

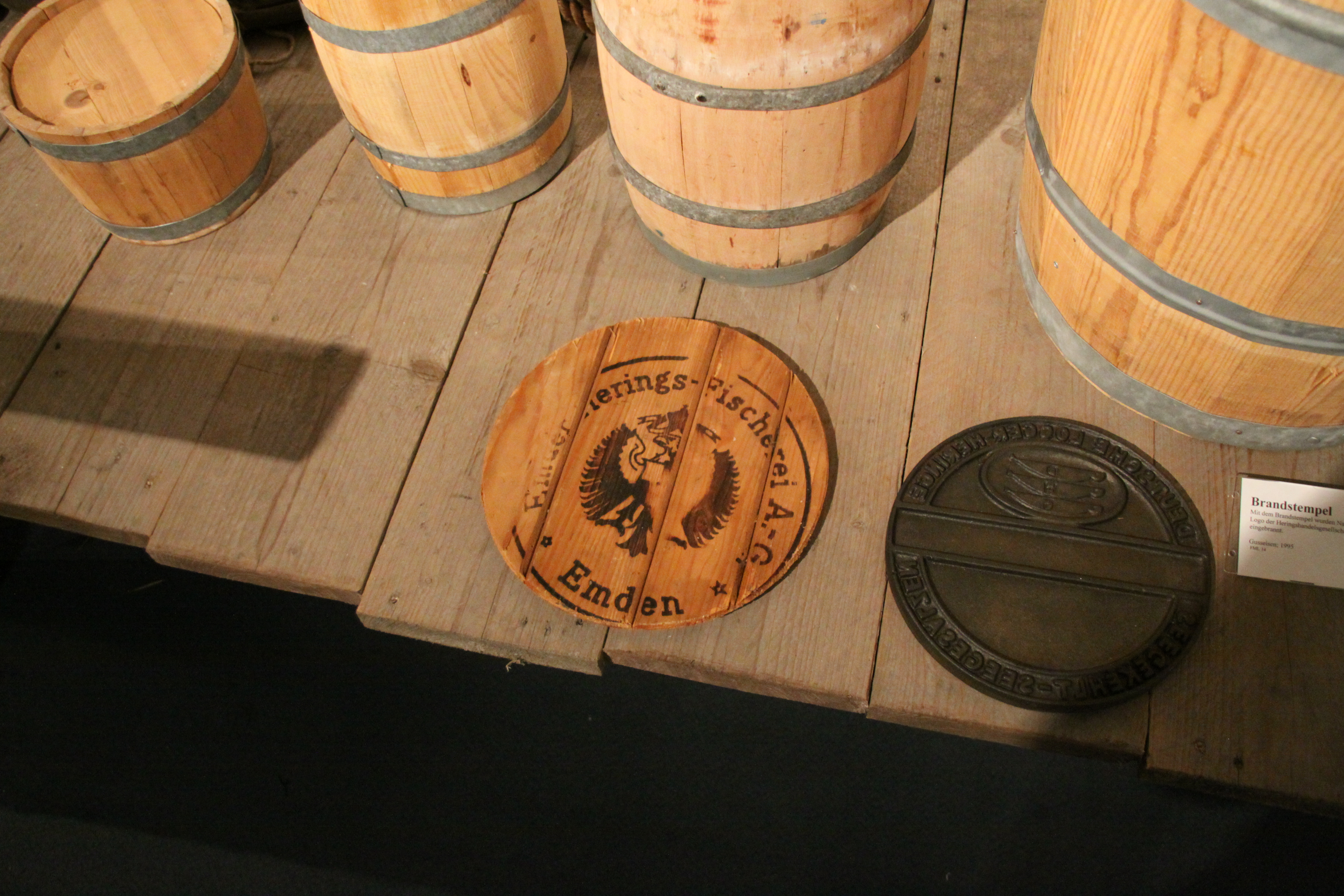
Fässer mit dem Logo der Emder Heringsfischerei

Die Emder Heringsfischerei AG war eine Loggerfischerei. Sie wurde 1872 gegründet, wurde 1969 in das Bremerhavener Handelsregister eingetragen, 1975 liquidiert und 1976 im Bremerhavener Handelsregister gelöscht.

## Gründung (1872)
Im Rahmen einer Tagung des Deutschen Fischereivereins in Emden wurden die Ergebnisse der holländischen Loggerfischerei vorgetragen und diskutiert. Eine der Folgen war die Gründung der Emder Heringsfischerei AG, mit dem Ziel, den Heringsfang wieder in Emden heimisch zu machen. Die von den Holländern verwendeten Logger wurden als Schiffstyp vorgesehen ebenso wie die aus Baumwolle bestehenden getaanten Treibnetze der Holländer. Daher wurden die notwendigen Materialien, die Logger, Netze und ein Teil der Loggerbesatzungen aus Holland übernommen. Das notwendige Wassergrundstück erhielt die Gesellschaft von der Stadt Emden gegen Erbpacht, hier wurden die Gebäude zur Verarbeitung, die Netzschuppen und eine Pier errichtet. 1872 liefen sechs hölzerne Segellogger zum Fang aus, weitere sechs wurden bestellt. In wird berichtet, dass das erste Fangschiff 113 Tonnen Heringe fing.

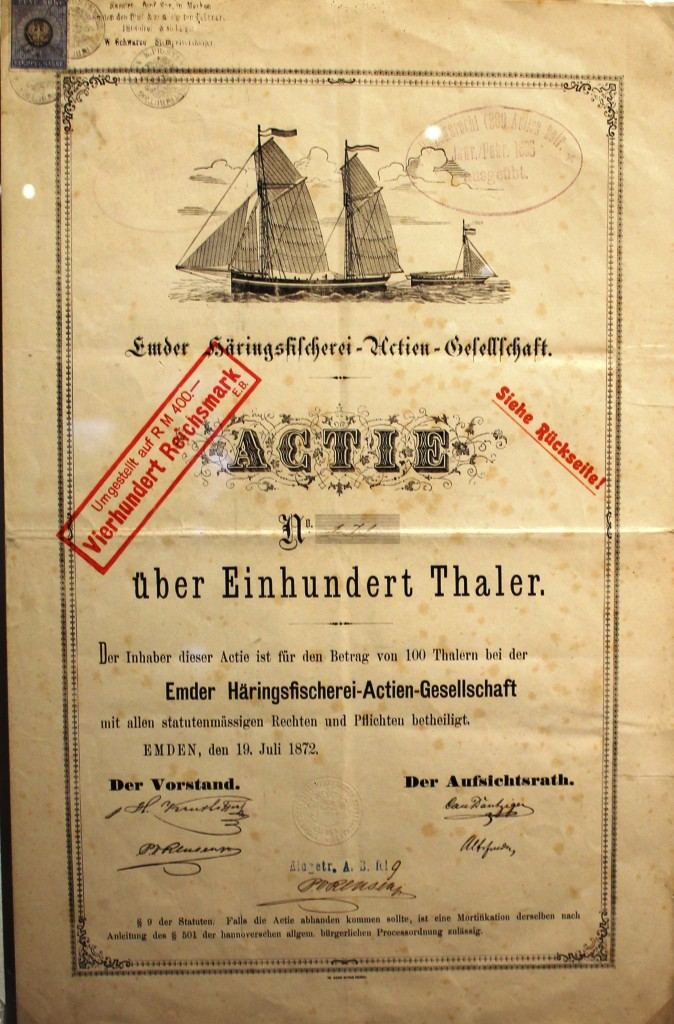
Aktie der Emder Heringsfischerei

## Betriebsgemeinschaft
Bei der Gründung der Heringsfischerei Dollart hatte sich die Emder Heringsfischerei 1899 finanziell stark beteiligt und war auch personell erheblich engagiert. Beide Gesellschaften wurden in einer Betriebsgemeinschaft eingebracht. Auch bei der 1904 gegründeten Großer Kurfürst Heringsfischerei wurde so verfahren. Die Betriebsgemeinschaft wurde von einem Zentralvorstand geleitet.
Nach der Einführung der Dampflogger – es waren eigentlich Segellogger mit Hilfsdampfantrieb – wurden bis zum Ersten Weltkrieg sieben Dampflogger beschafft. Ein wichtiger Vorteil war der mit Steinkohle beheizte Dampfkessel, der die Dampfmaschine zum Antrieb des Propellers und der Winde (Dampfspill) beim Einholen der riesigen bis 3,5 km langen als Fleete bezeichneten Netze mit Dampf versorgte. Insgesamt besaß die Emder Heringsfischerei beim Beginn des Ersten Weltkrieges insgesamt 32 Logger.

## Nach dem Ersten Weltkrieg (1919)
Als nach dem Krieg die ersten Dampflogger 1919 wieder zum Heringsfang ausfuhren, waren die meisten hölzernen Segellogger verkauft. Die restlichen 9 Segellogger konnten aufgrund fehlender Mannschaften erst später besetzt werden und zum Fang ausfahren. Wie schon vor dem Ersten Weltkrieg fiel es der Gesellschaft schwer, Dividenden zu erwirtschaften. Trotzdem wurden 1931 gemeinsam mit den anderen Heringsfischerei-Gesellschaften aus Emden die Heringslogger der in Konkurs gegangenen Glückstädter Heringsfischerei übernommen. Acht neu gebaute Motorlogger konnten um 1930 mit Hilfe des Staates aus dem Neubauprogramm speziell für Logger erworben werden. Zu Beginn des Zweiten Weltkrieges verzeichnete die Schiffsliste 13 Motorlogger, 8 Dampflogger und 2 Motorschiffe mit isolierten Laderäumen, die für den Frischfischfang geeignet waren. Zwei Schiffe befanden sich im Bau und wurden noch im Bau für die Belange der Kriegsmarine geändert.

## Nach dem Zweiten Weltkrieg (1945)
Noch 1945 fuhren die ersten Logger wieder zum Fang aus, obwohl Gebäude und Einrichtungen durch Bombenangriffe stark zerstört wurden. Neue Logger kamen ab 1950 in die bestehende Flotte, es waren hochmotorisierte kombinierte Logger, die sowohl mit dem Treibnetz als auch mit dem Schleppnetz fischen konnten. Daher waren auch die Laderäume isoliert und wurden beim Frischfischfang vom Januar bis Mai mit Eis gekühlt. Die Mitte der 1950er Jahre übernommenen Motorlogger hatten um 800 PS und Platz für 1400 Kantjes. Ab 1957 wurde auch mit der Leerer Heringsfischerei eng zusammengearbeitet.

## Liquidation der Emder Heringsfischerei
Trotzdem wurde es ab Mitte der fünfziger Jahre für die Gesellschaft immer schwieriger, in den traditionellen Fahrtgebieten ergiebige Fanggründe zu finden. Die Logger kamen immer häufiger nur mit teilgefüllten Laderäumen zurück. So wurden gemeinsam mit den anderen Gesellschaften und staatlichen Stellen neue weiter entfernte Fanggründe vor Grönland und Neufundland aufgesucht. Die dadurch erheblich verlängerten Anreisen führten jedoch dazu, dass die Schiffe im Fanggebiet blieben und die Fische und Ausrüstung mit Frachtern transportiert werden mussten. Die Verluste in diesem Zeitraum führten dazu, dass die Kredite nicht mehr bedient werden konnten und endeten 1968 im Verkauf der Betriebsgrundstücke. Auch die Übertragung der Emder Heringsfischereien und der Reederei Schulte & Bruns in das Land Bremen (in das Bremerhavener Handelsregister) ergab nur einen kurzen Aufschub, denn die als Gegenleistung vom Land Bremen dafür gewährten Kredite änderten nichts an der Strukturkrise. 1976 wurde die Emder Heringsfischerei im Bremerhavener Handelsregister gelöscht.